# Grigore Nandriș
Grigore Nandriș (n. 17 ianuarie 1895, satul Mahala, azi în raionul Noua Suliță – d. 2 martie 1968, Kew, Marea Britanie) a fost un lingvist, filolog și memorialist român, profesor la universitățile din Cernăuți, Cracovia, București, Londra și Oxford.

## Educație și formare
Grigore Nandriș s-a născut și s-a format într-o perioadă în care relațiile româno-polone erau în plină dezvoltare, prin contribuția românilor care au activat în Polonia interbelică, pe atunci vecina de la nord a României.
A început studiile la Facultatea de Litere și Filozofie din București în anul 1915, dar acestea au fost întrerupte de Primul Război Mondial. 
După anul 1919, când reușește să finalizeze studiile, Grigore Nandriș se specializează în filologie slavă și indoeuropeană la Universitatea din Viena, cu profesorii V. Vondrák (elevul celebrului slavist F. Miklosich) și Paul Kretschmer.
Între anii 1920-1923 este lector de limba română la Universitatea din Cracovia, continuându-și specializarea în slavistică cu profesorii Kazimierz Nitsch, Jan Rozwadowski, Jan Łoś, Ignacy Chrzanowski și Stanisław Wędkiewicz. Grigore Nandriș a fost primul profesor de limba română la Cracovia, în cadrul lectoratului înființat în anul 1921 acolo. Doi ani mai târziu, postul său era preluat de ilustrul om de cultură Petre P. Panaitescu.
Își ia în 1922 doctoratul în filologie cu teza Postacie czasownika w Evangeliarium Putnanum (Aspecte verbale în „Evangheliarul” slav de la Putna), lucrare din care va publica mai târziu în primul număr din „Codrul Cosminului”.

### Specializare în Franța
Întors în țară, funcționează ca profesor la Colegiul Pregătitor din Cernăuți, iar în toamna lui 1923 primește o bursă de doi ani la Școala Română de la Fontenay-aux-Roses, care a fost înființată de Nicolae Iorga în 1920. În această perioadă se specializează la École Pratique des Hautes Études și École des Langues Orientales Vivantes, participând la cursurile ținute de Antoine Meillet, A. Mazon și Mario Roques.

## Cariera
În 1925 revine în țară și lucrează ca profesor la Școala Normală, iar un an mai târziu este chemat profesor extraordinar la Catedra de filologie slavă a Universității din Cernăuți, post pe care se va titulariza în 1929. De aici se va transfera ulterior la București. Tot în 1929 este ales președinte al Societății pentru Cultură și Literatură Română în Bucovina, funcție pe care o va deține până în 1942. În această perioadă este și președintele asociației Przyjaciele Polski. Publicația polonă „Słowo Pomorskie” notează că la 17 iulie 1929, o delegație constituită din 26 de universitari, ingineri ș.a.m.d., vizita orașul Gdańsk, din aceasta făcând parte și Grigore Nandriș.
În Polonia se bucura de aprecierea intelectualității. S. Wędkiewicz îi socotește pe Nandriș și pe Panaitescu drept „tineri cercetători de cea mai bună tradiție Hasdeu-Bogdan-Iorga”.
Datorită prestigiului științific căpătat, Grigore Nandriș devine membru al Comisiei Dicționarului Academiei de Științe din Cracovia și i se acordă Medalia de Argint a Academiei Poloneze pentru Literatură din Varșovia. 
În 1940 este deputat de Suceava în gruparea liberală.
Căsătorit în 1937 cu Mabel W. Farley, fiica reverendului W. J. Farley, profesor la Colegiul Universitar din Londonderry (Irlanda), Grigore Nandriș este trimis în mai 1940 în misiune oficială, pentru a înființa un consulat român la Dublin. 
Blocat aici de război, lucrează la o școală pentru instruirea ofițerilor englezi ce urmau să fie parașutați în România. Susține frecvent emisiuni la Radio BBC.

### Activitatea didactică în Marea Britanie
În 1945 este titularizat profesor la Școala de Studii Slavone Sud-Est-Europene din Londra, iar din 1946 ține prelegeri de filologie slavă la Facultatea de Limbi Medievale și Moderne din Universitatea Oxford. În 1947 devine membru al Societății Universitare Slave de la Cambridge, iar în toamna aceluiași an este chemat ca profesor titular la Catedra de filologie slavă de la Universitatea din Londra, unde va funcționa până la pensionare, în 1963. A fost de asemenea membru al Societății Academice Române, fondată de Octavian Bârlea, pentru intelectualii români aflați în exil.

## Opera
Ca mulți alți lingviști ai secolului al XX-lea, memorialistul și lingvistul bucovinean Grigore Nandriș a fost format de Antoine Meillet. Influența maestrului său, mai ales cu a sa Linguistique historique et linguistique générale, poate fi lesne observată în studiile lingvistice ale lui Nandriș. Meillet, adept al teoriilor sussuriene, considera societatea drept factor hotărâtor în schimbările lingvistice: dacă limba este fenomen social, atunci ea nu poate fi studiată decât în strânsă legătură cu societatea. Școala sociologică franceză, în care se încadra și el, a mers în direcția definitivării principiilor și procedurilor de cercetare ale metodei comparativ-istorice.

### Unitatea lingvistică a popoarelor slave
Studiul acesta, care a constituit lecția de deschidere a cursului de slavistică la Facultatea de Litere a Universității din Cernăuți în ziua de 18 ianuarie 1927, începe cu evocarea înaintașului său de la Catedra de slavistică, profesorul Emil Kałużniacki, trecut la cele veșnice în 1914.
Grigore Nandriș subliniază faptul că înaintașul său a fost format de Miklosich, de unde și interesul său pentru poporul român: documentele publicate de Kałużniacki au fost de căpătâi pentru munca unor istorici ca Hurmuzaki și Panaitescu.
Urmărind influența pe care a exercitat-o asupra limbii române vechea slavă, Gr. Nandriș devine critic la adresa celor care, venind cu idei preconcepute, durate pe baze etnocentriste, prejudiciază onestitatea științifică. Analizând la rece influența slavă, el îndeamnă la eliberare de romantism sentimental, pentru a nu leza adevărul științific.

### Păstoritul românesc în Carpații polonezi
Grigore Nandriș, ca specialist în slavistică, s-a aplecat și asupra relațiilor lingvistice româno-polone. Începând cu evidențierea elementelor românești din lexicul muntenesc (góralski) al Poloniei sudice, cercetătorul bucovinean a urmărit să demonstreze întâietatea românilor în zona cercetată (din zona populată de huțuli, până în Silezia și Moravia), combătând astfel cu argumente convingătoare teoriile maghiare.
Preocupările sale pentru dialectologie demonstrează că lingvistului bucovinean nu-i erau străine curentele de idei ale lingvisticii europene. Pe urmele lui Jules Gilliéron, el colaborează la Atlasul lingvistic român, făcând anchete dialectale.  
Autorul recenziei subliniază importanța pe care o are pentru români Atlasul lingvistic al Poloniei subcarpatice, nu neapărat din punctul de vedere al dialectologiei slave. Regiunea studiată în lucrarea menționată este o parte din teritoriul călcat de români în peregrinajele lor pastorale.
Problema interferențelor lingvistice polono-române i-a preocupat pe lingviști de talie europeană ai sec. al XIX-lea, cum ar fi Kałużniacki și Miklosich. 
G. Nandriș nu se limitează la a prezenta lucrarea dialectologilor polonezi. În articolul său, Nandriș își prezintă propriile cercetări efectuate în teren, aproape de Zakopane, de unde extrage fapte de limbă inedite: strónga vátra „locul unde se face focul în stână”, kóšar „coșarul oilor”, dzer „zăr”, húrda „urdă” etc.
Nandriș prezintă 31 de hărți, analizându-le și propunând corespondent românesc pentru lexemele polone. 
Autorul articolului intră apoi în polemică cu cercetătorii unguri, care susțineau că păstoritul românesc în Carpații Nordici este de dată târzie, acolo fiind prezente numai turmele maghiare. G. Nandriș arată că zona este bogată în toponimie românească (vezi satul rutean Królik Włoski), în schimb nu există nici o urmă fino-ugrică.
Concluzia de bază a autorului este următoarea: „Termenii fără de care nu poate exista păstoritul sunt [în această zonă] de origine românească”. 
În Carpații Nordici „termenii fără de care nu poate exista păstoritul sunt românești, pe când termenii ungurești se referă (…) la organizarea păstoritului sau la altă formă de viață economică…” , făcând apoi corelație cu „situația terminologiei religioase românești, unde pe un fond de origine latină s-a suprapus un strat de termeni religioși de origine slavă, referitori la organizarea bisericii în general”.

### Aspectul verbal în Evangheliarul slav de la Putna (sec. XIII-XIV)
Grigore Nandriș propune o nouă abordare a problemei. Vorbind despre categoria verbală a aspectului, el simte nevoia să lămurească eventualele nedumeriri ale neinițiaților într-ale slavisticii, explicând detaliat, cu argumente logice, apelând chiar la psihologie, cum e posibil ca o formă verbală de prezent să exprime viitorul în limbile slave. Astfel, în explicarea cuplurilor imperfectiv-imperfectiv de genul robić – zrobić, el face trimitere la modul românesc de a exprima viitorul prin prezent (ex. „mâine plec la țară”).  
Autorul îl citează pe Vendryes, care își publicase la Paris lucrarea Le langage chiar în perioada în care Nandriș își redacta teza de doctorat. 
În urma analizei asupra modalității de a exprima viitorul în cazul verbelor perfective, Gr. Nandriș concluzionează că limbile slave apusene și răsăritene se deosebesc net de cele sudice. Dacă în polonă, de exemplu, viitorul săvârșit admite doar verbul cu prefix aspectual, bulgara folosește viitorul perifrastic atât în exprimarea aspectului nesăvârșit, cât și săvârșit (cu auxiliarul буду).
Scopul cercetătorului este să stabilească de când a început această generalizare a viitorului perifrastic și la aspectul săvârșit.
Contribuția sa la cunoașterea vechii slave bisericești este astfel remarcabilă, căci Evangheliarul slav de la Putna nu a mai făcut obiectul unei cercetări de o asemenea anvergură.

### Alte contribuții în domeniul slavisticii
Lucrările lingvistice ale lui Gr. Nandriș sunt orientate, cu precădere, asupra relațiilor româno-slave: Les diphtongues à liquides dans les éléments slaves du roumain, Cernăuți, 1925; Contribuție la metateza lichidelor în elementele slave din limba română, în „Codrul Cosminului”, 1931.
Primele studii ale lui Nandriș sunt axate pe chestiuni strict lingvistice, dar apoi se îndreaptă spre aspectele de mai larg contur, menite, pe de o parte, să definească trăsăturile specifice ale limbilor slave (Unitatea lingvistică a popoarelor slave, 1927), iar pe de alta, să releve elementele de limbă și structură preluate de slavi de la români, cercetând astfel un traseu inedit, nefrecventat de alți slaviști. De la faptele de limbă va trece la compararea și aprofundarea relațiilor interetnice din perspectiva folclorului  și a textelor scrise, luminând mereu rolul culturalizator al românilor în spațiul est-european, ca în lucrările Les Rapports entre la Moldavie el l’Ucraïne d’après le folklore ukraïnien (1924), Hăis! Cea! (1927), Răzeș (despre cuvânt și instituție) (1928), The beginings of Slavonic culture in Romanian Countries, în „Slavonic and East European Review”, XXIV, 1946, nr. 63, p. 223-236. 
Apariția cursului său capital de gramatică veche slavă, Handbook of Old Church Slavonic (1959) a fost salutată de lumea specialiștilor prin bogatele recenzii care i s-au dedicat. Totuși, această lucrare a fost întâmpinată și cu multe critică, reproșându-i-se că este prea descriptivă din punct de vedere diacronic.  Pe aceeași poziție se plasează și Horace G. Lunt. Oleg A. Maslenikov consideră că lucrării îi lipsește consistența și organizarea întâlnite în lucrări similare, redactate de cercetători ca Meillet, Leskien sau Diehls. Părerea analiștilor, care cred că lucrarea lui Nandriș pune în încurcătură studentul englez, este unanimă.

### Studii de artă și relații culturale
Grigore Nandriș aduce o importantă contribuție prin Documente românești în limba slavonă din mănăstirile Muntelui Athos. 1372-1658 (1937), deschizând calea cercetărilor realizate mai târziu de Teodor Bodogae și, în zilele noastre, de Florin Marinescu.
Nandriș aduce și o contribuție la cunoașterea motivului Dracula, publicată în articolul The Historical Dracula. The Theme of his Legend in the Western and in the Eastern Literatures of Europe (1966).
În ultima parte a vieții este preocupat în mod special de pictura murală din bisericile bucovinene. Acum definitivează traducerea lucrării lui Władysław Podlacha, Pictura murală din Bucovina, începută în 1938, și călătorește la Muntele Athos. În acest context, redactează lucrarea de artă bisericească Christian Humanism in the Neo-Byzantine Mural Painting of East Europe (publicată după moartea lui, în 1970), care rămâne o lucrare de căpătâi în domeniul artei murale est-europene.

## Lucrări (selectiv)
- Les diphtongues à liquides dans les éléments slaves du roumain, Cernăuți, 1925.
- Documente românești în limba slavonă din mănăstirile Muntelui Athos. 1372-1658, București, 1937.
- The Beginning of Slavonic culture in the Romanian Countries, în "Slavonic and East European Review", XXIV, 1946, no. 63, p. 160-171.
- Handbook of Old Church Slavonic, Londra, 1959 (7 ediții între 1965 și 1977)
- Learn Rumanian for English Speakers.
- Colloquial Rumanian: Grammar, exercises, reader vocabulary (13 ediții între 1945 și 1969, în engleză și franceză)
- Christian Humanism in the Neo-Byzantine Mural Painting of East Europe, Wiesbaden, 1970 (postum). Ediția românească: Umanismul picturii murale postbizantine, vol. I-II, București, Editura Meridiane, 1985.
- 8 ani din viața României (1940-1948): Pagini de jurnal, 1999.
- Learn Rumanian for English speakers, 1974.
- O radiografie a exilului românesc : corespondența emisă și primită de Grigore Nandriș, 1946-1967.